# Тушмалишвили, Заза
Заза Тушмалишвили (груз. ზაზა თუშმალიშვილი; род. 15 мая 1960 Скра, Грузия) — грузинский художник, с 1991 года живёт и работает в Берлине.
Выставляет свои работы в галерее Аннили Хиллмер «Джорджия Берлин»,  основанной в 1997 году. На сегодняшний день является одним из ведущих современных художников Грузии.

## Биография
Заза Тушмалишвили родился в 1960 году в небольшой грузинской деревне Скра, недалеко от Гори. 
В возрасте 9 лет перенёс операцию на паховой грыже. Проходя лечение, познакомился с художником и преподавателем искусства Нугзари Жочуашвили, который в свою очередь, заметил способности Зазы и начал обучать его живописи. В возрасте 15 лет Заза поступил в школу искусств в Цхинвали.
После её окончания несколько лет служил в армии. Два года жил в Ленинграде, рисовал портреты политических деятелей (в том числе Ленина и Сталина), изготавливал плакаты к Международному Дню Труда и другим праздникам.
В возрасте 22 лет получил стипендию и начал обучение в Академии художеств (Тбилиси), изучал технику реставрирования средневековой настенной живописи. С 1984 по 1987 проводил каникулы в монастыре Гелати, где участвовал в реставрировании апсидальных мозаик Церкви Святой Марии. В 1988 году 9 месяцев жил и работал реставратором в Церкви Атенский Сион, где написал свой диплом, частью которого было создание копии фрески Архангела Гавриила (XI век).
В 1991 году Тушмалишвили переехал в Берлин. В начале выставлял свои работы рядом с книгами, продающимися у входа в Берлинский университет имени Гумбольдта.
В 1994 году встретил искусствоведа Аннили Хиллмер, чьей специализацией было искусство Грузии. Впоследствии Аннили стала галеристом Зазы, выставляла его работы в своей галерее и представляла их на международных выставках искусства. 
В 1996 году художник получил первый приз Новой Академии Изящных Искусств. В 1997 году его работа «Гармония Любви» (темпера, 187 х 377 см) выставлялась на станции метро Берлин-Александерплац.

## Творчество
Работы Заза Тушмалишвили пронизаны мотивами родиной Грузии. В его картинах присутствуют рыба, деревья, херувим, бык. Заза работает в техниках масло, акварель, темпера, в последнее время также активно экспериментирует и в смешанной технике: акварель и темпера, иногда добавляя карандаш. В его коллажах кубистические элементы сочетаются с яркими красками и цветами, напоминающими о Средиземном море и Грузии. Постоянными темами его работ являются любовь, детство и игра.
Творчество Зазы берёт своё начало в грузинской монументальной живописи, а композиционные мотивы восходят к Византии и Греко-римской древности. В Грузии почти каждая, даже самая маленькая деревенская церковь, была расписана внутри и снаружи сценами из Христологического цикла и легендами о святых. Темами и мотивами зачастую являлись Рай, архангелы и херувимы или король с моделью церкви в руке.
Начиная с середины 1990-х годов работы Зазы стали обретать более тектонические структуры, нарративное изобилие деталей исчезло в пользу более аскетичной композиции, завораживающей зрителя. После 2000 года Заза почти полностью отказался от трёхмерных пространственных форм. Картины стали более глубинными, с перспективным пространством, происходящим от влияния и наложения индивидуальных поверхностей (особенно это прослеживается в его работах «Поцелуй в маске», «Мужчины в маске» и «Романс», созданных в 2003 году). Несмотря на то, что художник до сих пор работает с яркими цветами, всё более эти цвета приближаются к тектоническим структурам. Где раньше художник использовал разнообразные яркие цвета и оттенки, сегодня он выбирает более простое цветовое решение, состоящее, в свою очередь, из 2 или 3 цветовых палитр, взаимодействующих друг с другом. Начиная с 2004 года, этот эффект достигается в призматической манере, так что композиция становится более транспарентной, достигая тем самым, большей глубины перспективы (работы «Город» и «Композиция 7», 2004 год).

## Фильмы и награды
- 1995 год — документальное кино Академии Искусств, Русский Город
- 1997 год — Новое Общество Изящных Искусств, Берлин, «Частное искусство вместо рекламы», Победитель, выставка работы у станции метро «Берлин-Александерплац».
- 2000 год— «Арт Профиль», тема 3-го издания — Искусство Восточной Европы (2000). Дальнейшие статьи появлялись в выпусках 2 (2001), 5 (2003) и 1 (2005).
- 2001 год — Документальный фильм «Виды Грузии» 1994—1999
- 2006 год— Документальный фильм «Впечатления от Грузии — художник Заза Тушмалишвили», режиссёр Заза Буадзе
- 2014 год — выпуск книги «Виды Грузии», Заза Тушмалишвили (изд. Georgia Berlin Gallery)